# Rusínština
Rusínština (karpatskou rusínštinou русиньскый язык, rusyňskŷj jazŷk, panonskou rusínštinou руски язик, ruski jazik) je jazyk obyvatel severovýchodní části Karpatského oblouku na pomezí Slovenska, Ukrajiny, Polska, Maďarska a Rumunska. Na Slovensku byla rusínština v roce 1995 deklarována jako spisovný jazyk; vycházejí zde školní učebnice v rusínštině. Hovoří jí také komunity rusínských vysídlenců jinde ve světě; paradoxně nejvyššího statusu v současné době požívá v srbské autonomní oblasti Vojvodina, kde je od roku 1974 jedním ze šesti úředních jazyků.
Jazykem hovoří Rusíni, jejichž národ se dále dělí na čtyři kmeny – Lemky (Polsko a Slovensko), Bojky neboli Verchovince (Polsko a Ukrajina), Doliňany neboli Hajnaly (Ukrajina) a Huculy (Ukrajina a Rumunsko).

## Rozšíření
Původní oblastí rozšíření rusínštiny je ukrajinské Zakarpatsko (kdysi patřící k Československu jako Podkarpatská Rus) a slovensko-polské pomezí. Území s převahou rusínštiny se však od roku 1918 značně zmenšilo, a to jak vlivem asimilace ze stran zmíněných zemí (Rusíni nikdy neměli vlastní stát), tak zapříčiněním mnoha dobrovolných i nedobrovolných vystěhovaleckých vln.

Čtyři rusínské kmeny – Lemkové, Bojkové, Doliňané a Huculové

### Ukrajina
Přestože zakarpatská část rusínského areálu představuje jeho nejrozsáhlejší území, hustota i počet rusínsky hovořícího obyvatelstva je zde oproti zbytku areálu velmi nízký. To je dáno výraznou asimilací rusínského obyvatelstva během druhé poloviny 20. století, následkem které se dnes většina obyvatel Zakarpatska ztotožňuje spíše s ukrajinskou národností a za mateřský jazyk má ukrajinštinu (dle sčítání lidu zde dokonce žije méně rusínsky mluvících obyvatel než na Slovensku či v Polsku).

### Polsko

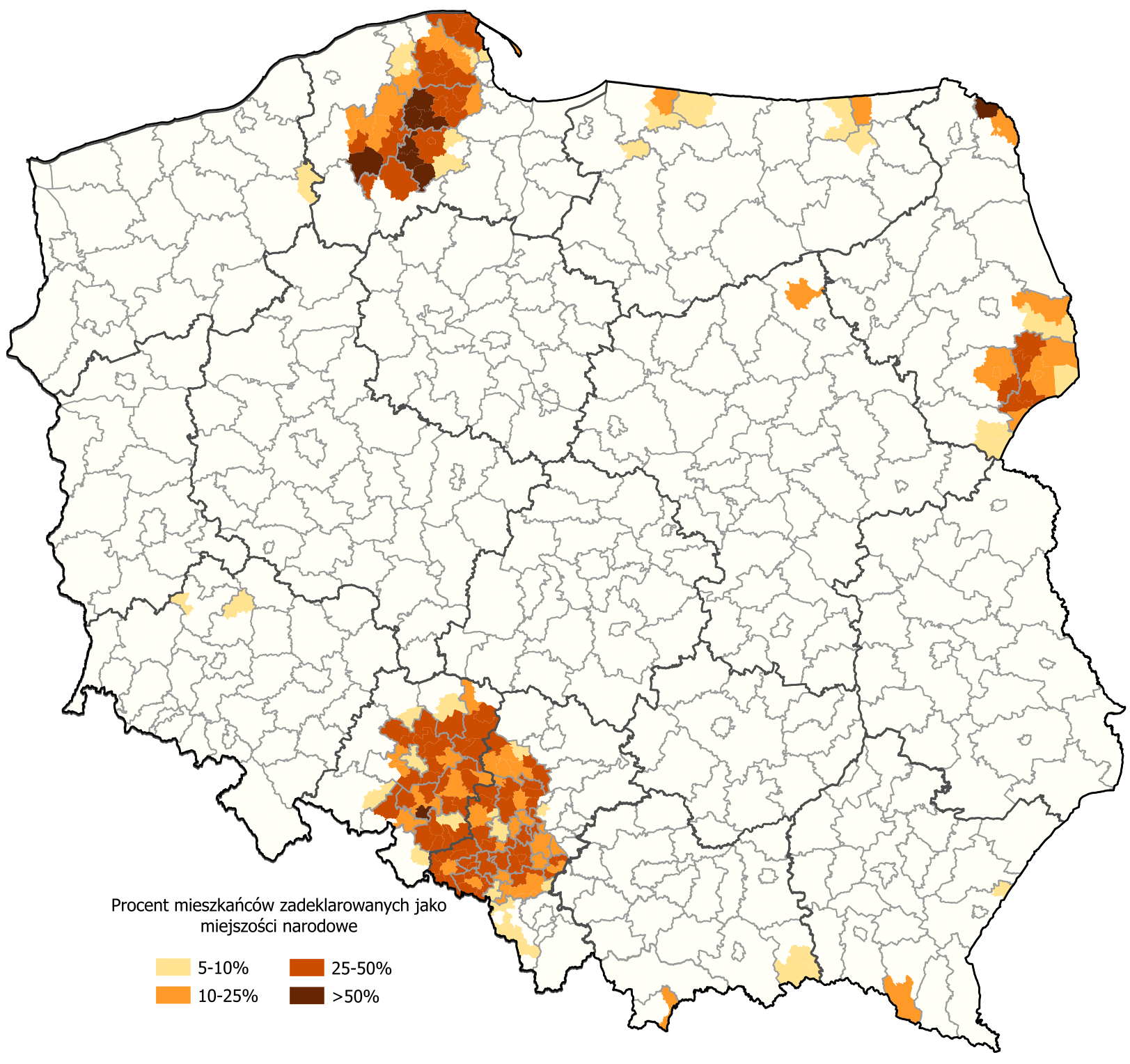
Mapa polských gmin s více než pětiprocentním podílem národnostních menšin (rusínské osídlení je patrné ve třech gminách na JV, v Malopolském a Podkarpatském vojvodství)

| Počet osob v Polsku deklarujících rusínštinu jako doma užívaný jazyk (všechny barvy v pruhu), z toho ti, deklarující ji jako jediný domácí jazyk (červeně) či jeden z mnoha (stříbrně) v tisících | Počet osob v Polsku deklarujících rusínštinu jako doma užívaný jazyk (všechny barvy v pruhu), z toho ti, deklarující ji jako jediný domácí jazyk (červeně) či jeden z mnoha (stříbrně) v tisících | Počet osob v Polsku deklarujících rusínštinu jako doma užívaný jazyk (všechny barvy v pruhu), z toho ti, deklarující ji jako jediný domácí jazyk (červeně) či jeden z mnoha (stříbrně) v tisících | Počet osob v Polsku deklarujících rusínštinu jako doma užívaný jazyk (všechny barvy v pruhu), z toho ti, deklarující ji jako jediný domácí jazyk (červeně) či jeden z mnoha (stříbrně) v tisících | Počet osob v Polsku deklarujících rusínštinu jako doma užívaný jazyk (všechny barvy v pruhu), z toho ti, deklarující ji jako jediný domácí jazyk (červeně) či jeden z mnoha (stříbrně) v tisících |
| --- | --- | --- | --- | --- |
| | | | | |
| 2021 | 2021 | | 59,9 (v tom 4,7) | 59,9 (v tom 4,7) |
| 2011 | 2011 | | 19,7 (v tom 1,1) | 19,7 (v tom 1,1) |
| 2002 | 2002 | | 15,3 | 15,3 |

| Počet osob na Slovensku deklarujících rusínštinu jako mateřský jazyk v tisících | Počet osob na Slovensku deklarujících rusínštinu jako mateřský jazyk v tisících | Počet osob na Slovensku deklarujících rusínštinu jako mateřský jazyk v tisících | Počet osob na Slovensku deklarujících rusínštinu jako mateřský jazyk v tisících | Počet osob na Slovensku deklarujících rusínštinu jako mateřský jazyk v tisících |
| ------------------------------------------------------------------------------- | ------------------------------------------------------------------------------- | ------------------------------------------------------------------------------- | ------------------------------------------------------------------------------- | ------------------------------------------------------------------------------- |
|                                                                                 |                                                                                 |                                                                                 |                                                                                 |                                                                                 |
| 2021                                                                            | 2021                                                                            |                                                                                 | 38,7                                                                            | 38,7                                                                            |
| 2011                                                                            | 2011                                                                            |                                                                                 | 55,5                                                                            | 55,5                                                                            |

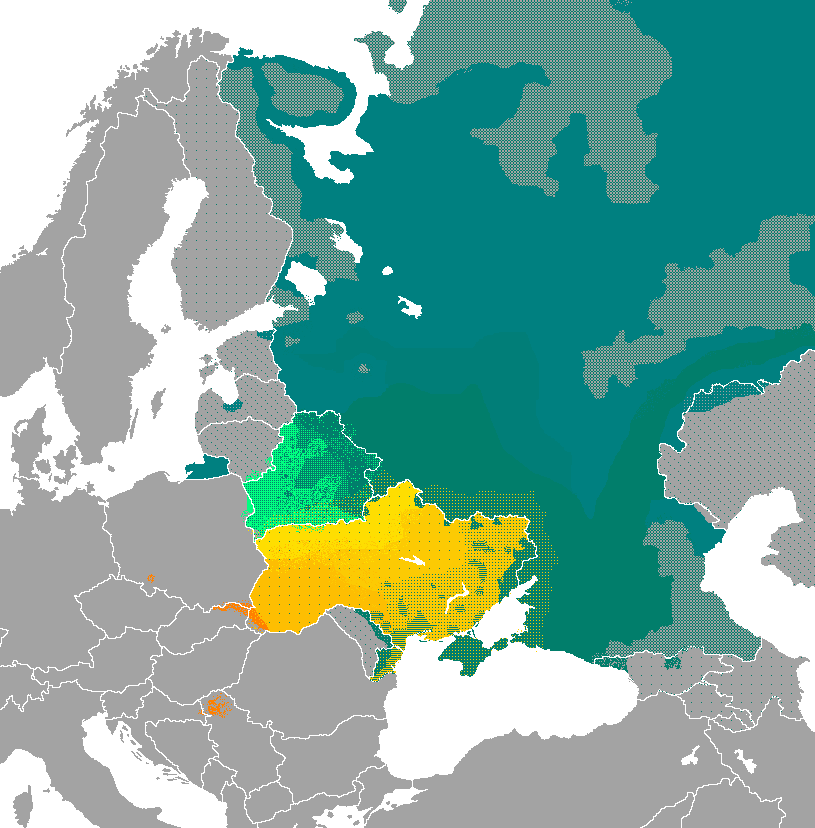
Mapa východoslovanských jaz.:
rusínština

Další zemí s původním osídlením Rusínů je Polsko. Tradiční rusínský areál zde zasahuje na jih Podkarpatského a částečně i Malopolského vojvodství a je přibližně vymezen řekami Poprad (na západě) a Osława (na východě). Hlavním rusínským kmenem jsou zde Lemkové hovořící lemkovským dialektem, který se zde tradičně nazývá lemkovština. Před druhou světovou válkou zde žilo přes 130 tisíc Rusínů, během 40. let však jejich počet rapidně poklesl, a to kvůli dvěma násilným odsunům.
Při prvním odsunu bylo deportováno přes 70 % Rusínů (tj. více než 91 tis.) na Ukrajinu na základě tajné dohody mezi Polským výborem národního osvobození (polská dočasná vláda) a USSR z 9. září 1944. Cílem dohody byla vzájemná výměna obyvatel a navýšení podílu titulárního národa v obou zemích. Polsko tedy deportovalo své Ukrajince a Rusíny na Ukrajinu a Ukrajina deportovala své Poláky do Polska.
Druhá deportační vlna proběhla v květnu až červenci 1947 v rámci tzv. operace Visla. Během ní byla většina zbylých Rusínů deportována spolu s dalšími obyvateli Východních Karpat na území, které Polsko roku 1945 získalo od Německa (po odsunu zdejších Němců se polská vláda snažila toto území osídlit). A přestože již devět let poté, roku 1956, byl vydán souhlas s návratem původních obyvatel, většina Rusínů zůstala ve své nové domovině, neboť jejich původní kraj byl již osídlen polskými osadníky. Roku 1957 pak polské Ministerstvo vnitra uznalo pochybení při jednání s ukrajinským obyvatelstvem a roku 1990 polský Sejm operaci odsoudil.
Při polském sčítání lidu v roce 2011 se k rusínské národnosti přihlásilo 13 tisíc obyvatel, v roce 2021 to bylo již 14,8 tisíc obyvatel. I když tedy lze pozorovat vzestupné tendence, z dat vyplývá, že deportace měly na rusínské obyvatelstvo katastrofální dopad a že k rusínské národnosti se dnes v Polsku hlásí daleko méně lidí, než před druhou světovou válkou. Lidí, hovořících rusínským jazykem, je však již podstatně více – v roce 2011 jich bylo 19,8 tisíc, v roce 2021 dokonce 59,9 tisíc.

### Slovensko
Třetí zemí tradičního rusínského osídlení je Slovensko – konkrétně severovýchod Prešovského kraje.

## Historie

### Do 18. století
Spíše než o jednotný jazyk jde o skupinu nářečí, jak bývá běžné u obyvatel odlehlých horských oblastí, kteří navíc nedisponují vlastním státem s jednotným úředním jazykem a sdělovacími prostředky.
Oblast leží na rozhraní západoslovanského a východoslovanského prostoru, což se na rusínských dialektech nutně podepsalo; kromě slovenských a polských vlivů lze pozorovat i maďarské, německé a rumunské. Koncem 18. století se o rozvoj rusínského spisovného jazyka zasloužil řeckokatolický biskup Ondřej Bačinský. 

### 19. století

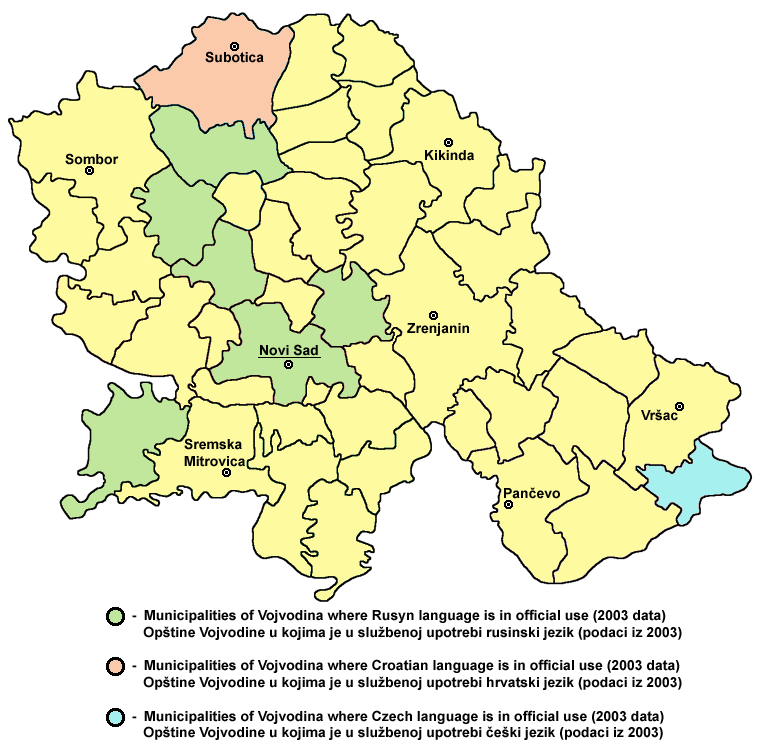
Oficiální užití chorvatštiny, češtiny a rusínštiny ve Vojvodině

V 19. století probíhalo rusínské národní obrození, jehož cílem bylo zformování spisovného slovanského jazyka pro karpatské obyvatelstvo. Osobnostmi rusínského národního obrození na Slovensku byli mj., Adolf Ivanovič Dobriansky-Sačurov, spoluzakladatel Matice slovenské a Alexander Duchnovič. Různé proudy se pokoušely o zavedení spisovné ukrajinštiny, ruštiny, případně samostatného jazyka na bázi církevní slovanštiny a ruštiny či některých místních nářečí. Tento proces však nebyl dokončen.

### 20. století
V Užhorodu vycházely první noviny v rusínštině – Russkij vistnik, jejichž šéfredaktorem v letech 1924 až 1933 byl Andrej Bródy..V roce 1945 byla Podkarpatská Rus připojena k Sovětskému svazu a oficiální místa prohlásila Rusíny za Ukrajince. Se sovětským postojem se ztotožnila i vláda poválečného Československa a aplikovala ho ve vztahu k Rusínům, kteří žijí na východním Slovensku. Menšinové školství i tisk používaly spisovnou ukrajinštinu. Rusíni se tak dostali pod tlak ze dvou stran: ti, kteří se odmítli považovat za Ukrajince, snadněji podléhali asimilaci většinovým slovenským živlem.
Po pádu Sovětského svazu se v roce 1992 v Bardejovských Kúpelích konal první kongres o rusínštině, na kterém bylo dohodnuto, že po vzoru rétorománštiny budou vytvořeny čtyři spisovné formy, ukrajinská, slovenská, polská a jugoslávská, a také postupně vznikne „rusínské koiné“ použitelné pro všechny Rusíny.

## Současný stav

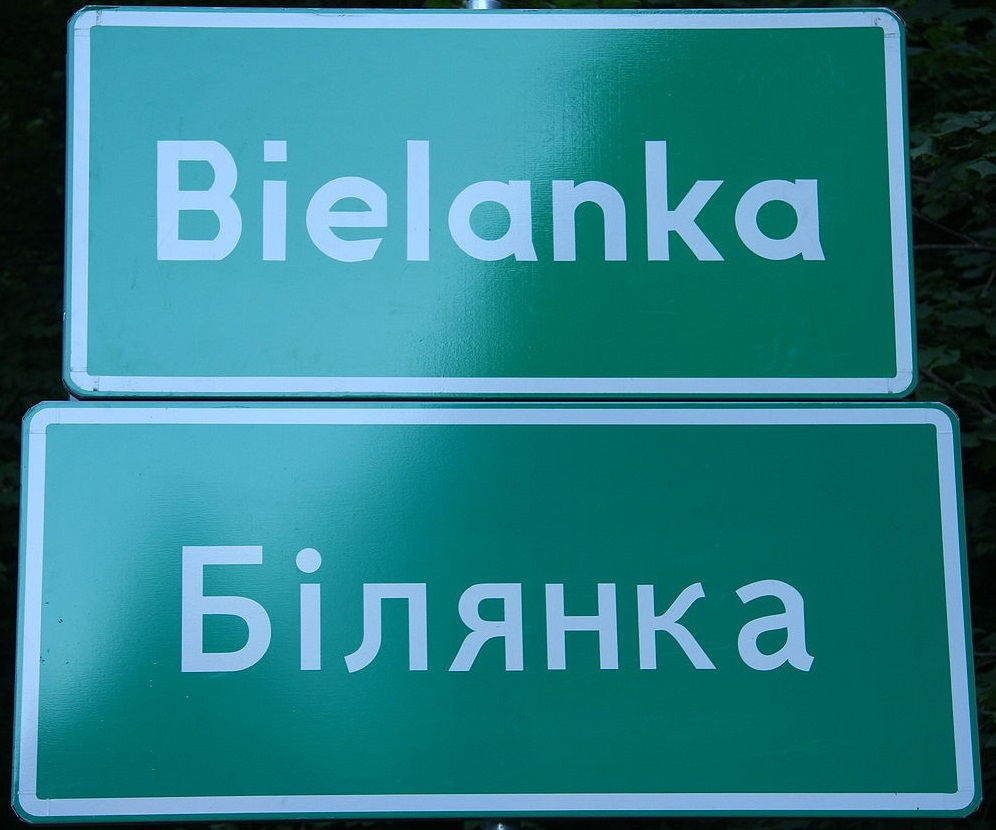
Dvojjazyčné značení obce Bielanka v Polsku

V současnosti se obyvatelé někdejší Podkarpatské Rusi, nyní Zakarpatské oblasti na Ukrajině, považují vesměs za Ukrajince[zdroj?]: dle výsledků sčítaní lidu roku 2001 k etnografické skupině "Rusín" se přihlásily 10 183 osoby, a 6 725 považovalo jazyk této "své etnografické skupiny" za svůj mateřský jazyk. Přitom 1 010 100 osob se přihlásilo jako Ukrajinci, většina obyvatel oblasti považovala za svůj mateřský jazyk ukrajinštinu. 

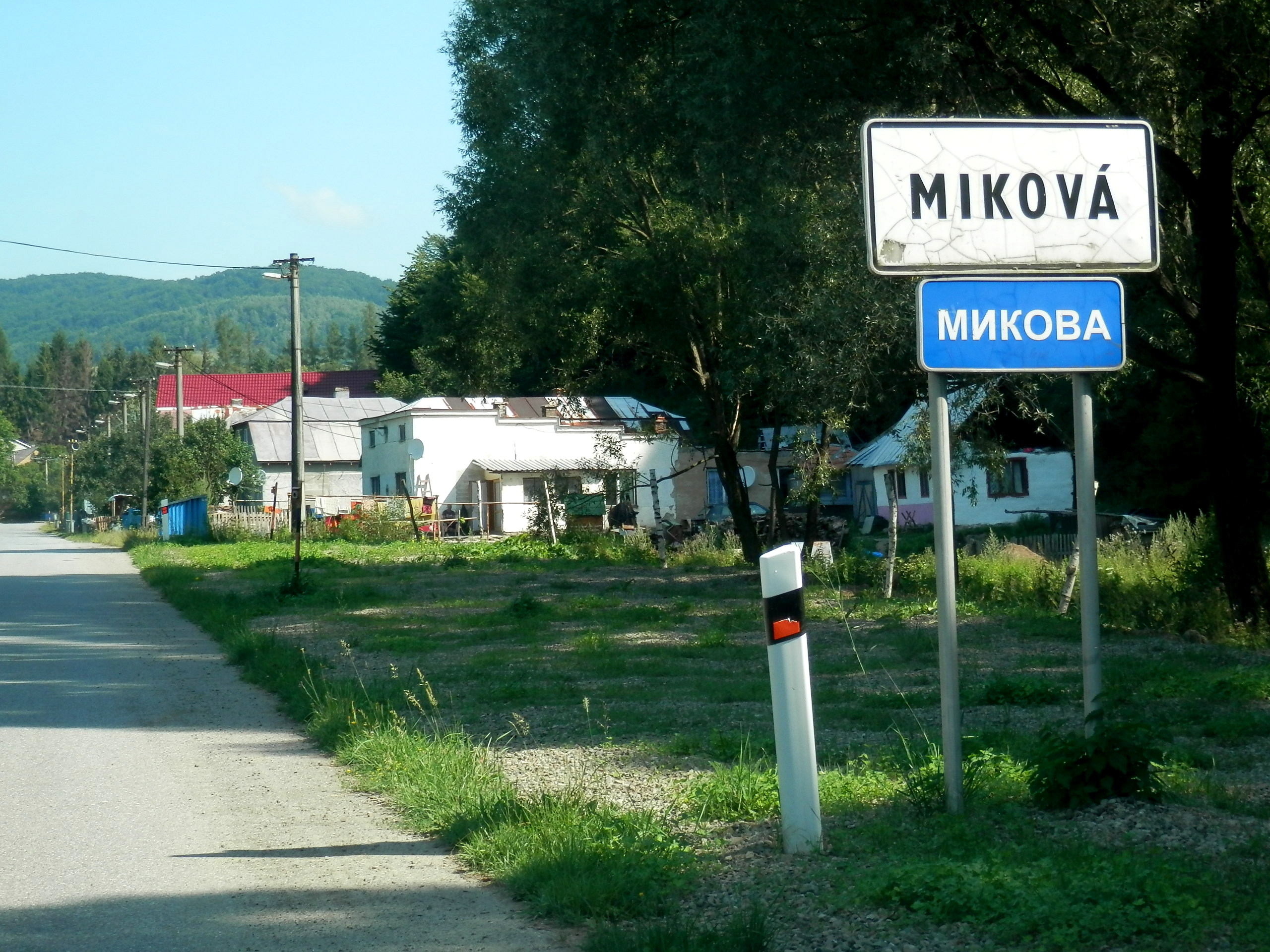
Dvojjazyčné značení obce Miková na Slovensku

Na Slovensku je vedle ukrajinské menšiny uznána i menšina rusínská. V Prešově se provozuje rozhlasové vysílání, které je zčásti ukrajinské, zčásti rusínské. Vycházejí rusínské noviny Info-Русин; jazyk v nich použitý se přinejmenším pravopisem na první pohled odlišuje jak od ukrajinštiny, tak i od ruštiny. A ačkoli rozdíly mezi rusínštinou a ruštinou jsou dost podstatné, ruský tisk popisuje rusínštinu jako „téměř ruštinu“ a Rusíny jako jakýsi úlomek velkého ruského národa ve střední Evropě.[zdroj?]
Karpatská rusínština má také vlastní jazykovou odnož Wikipedie, která nyní (duben 2024) obsahuje téměř 10 000 článků. Státem s nejvíce nahlášenými zhlédnutími stránek je paradoxně Singapur (53 tis.), teprve za ním se objevuje Ukrajina (45 tis.) a Německo s USA (kolem 30 tis.). Následuje dalších pět zemí a teprve za nimi se objevuje Polsko (4 tis.). Slovensko a Srbsko jsou až na cca 30. s přibližně jedním tisícem zhlédnutí.

## Abeceda a výslovnost
Rusínská abeceda (pусиньскый алфавіт, rusinskyj alfavit) je odnoží cyrilice (byť panonští Rusíni někdy píší i latinkou) a má více podob. Níže je uvedená její nejpoužívanější forma používaná na Slovensku, mající 36 písmen – nejvíce ze všech východoslovanských jazyků. Oproti ukrajinské abecedě obsahuje tři znaky navíc – ё, ы, ъ. Oproti ruské abecedě obsahuje čtyři znaky navíc – ґ, є, i, ї – a naopak neobsahuje písmeno э. Znakem společným s ukrajinštinou a západoslovanskými jazyky je nahrazení praslovanského [g] hláskou [ɦ] – zapisuje se však stejně, jako ruské g, tedy г. Hláska [g] se vyskytuje pouze v cizích slovech a zapisuje se vlastním znakem ґ. 
Rusínština je jediný jazyk, který obsahuje všechna tři východoslovanská I (і, и, ы) – neboť ukrajinština nemá ы a ruština neobsahuje i. Stejně tak je jediný východoslovanský jazyk, který obsahuje všechny měkčící fonémy (є [je], ё [jo], ї [ji], ю [ju], я [ja]) – ukrajinština nezná ё a ruština nemá ї (foném [je] zná, ale zapisuje ho písmenem e). Abeceda a pestrost hlásek se však různí dle dialektů. Nejpoužívanější, níže zobrazená abeceda je ta kodifikovaná na Slovensku. Např. lemkovský dialekt kodifikovaný v Polsku však nezná písmena ё a ї, a panonská rusínština nepoužívá hned čtyři fonémy – ё, i, ы, ъ.
| výslovnost IPA        | [a] | [b] | [v] | [ɦ] | [g] | [d] | [ɛ] | [je], [ʲe] | [jo], [ʲo] | [ʒ] | [z] | [i] | [ji], [ʲi] | [ɪ] | [ɨ] | [j] | [k] | [l] | [m] | [n] | [ɔ] | [p] | [r] | [s] | [t] | [u] | [f] | [x] | [t͡s] | [t͡ʃ] | [ʃ] | [ʃt͡ʃ] | [ju], [ʲu] | [ja], [ʲa] | [ʲ]           | –             |
| velké                 | А   | Б   | В   | Г   | Ґ   | Д   | Е   | Є          | Ё          | Ж   | З   | І   | Ї          | И   | Ы   | Й   | К   | Л   | М   | Н   | О   | П   | Р   | С   | Т   | У   | Ф   | Х   | Ц    | Ч    | Ш   | Щ     | Ю          | Я          | Ь             | Ъ             |
| malé                  | а   | б   | в   | г   | ґ   | д   | е   | є          | ё          | ж   | з   | і   | ї          | и   | ы   | й   | к   | л   | м   | н   | о   | п   | р   | с   | т   | у   | ф   | х   | ц    | ч    | ш   | щ     | ю          | я          | ь             | ъ             |
| kurzíva               | а   | б   | в   | г   | ґ   | д   | е   | є          | ё          | ж   | з   | і   | ї          | и   | ы   | й   | к   | л   | м   | н   | о   | п   | р   | с   | т   | у   | ф   | х   | ц    | ч    | ш   | щ     | ю          | я          | ь             | ъ             |
|                       |     |     |     |     |     |     |     |            |            |     |     |     |            |     |     |     |     |     |     |     |     |     |     |     |     |     |     |     |      |      |     |       |            |            |               |               |
| ISO 9                 | a   | b   | v   | ǧ   | g   | d   | e   | ê          | ô          | ž   | z   | ì   | ï          | i   | y   | j   | k   | l   | m   | n   | o   | p   | r   | s   | t   | u   | f   | h   | c    | č    | š   | ŝ     | û          | â          | ′             | ″             |
| slovenská transkripce | a   | b   | v   | h   | g   | d   | e   | ie/je      | io/jo      | ž   | z   | i   | ii/ji      | y   | ŷ   | j   | k   | l   | m   | n   | o   | p   | r   | s   | t   | u   | f   | ch  | c    | č    | š   | šč    | ju         | ja         | –(měkký znak) | –(tvrdý znak) |

### Porovnání s dalšími jazyky
Níže se nachází tabulka porovnávající abecedy východoslovanských jazyků. Abecedy jazyků mimo rusínštinu jsou zpřeházené, aby jejich písmena ležela na stejné pozici jako v rusínské abecedě a abecedy tak byly snáze porovnatelné. Tučně jsou vyvedena ta rusínská písmena, která v ukrajinské abecedě chybějí.
| Rusínština   | а | б | в | г | ґ | д | е | є | ё | ж | з | і | ї | и | ы | й | к | л | м | н | о | п | р | с | т | у |   | ф | х | ц | ч | ш | щ | ю | я | ь | ъ |   |
| Ukrajinština | а | б | в | г | ґ | д | е | є |   | ж | з | і | ї | и |   | й | к | л | м | н | о | п | р | с | т | у |   | ф | х | ц | ч | ш | щ | ю | я | ь |   |   |
| Ruština      | а | б | в | г |   | д | е |   | ё | ж | з |   |   | и | ы | й | к | л | м | н | о | п | р | с | т | у |   | ф | х | ц | ч | ш | щ | ю | я | ь | ъ | э |
| Běloruština  | а | б | в | г |   | д | е |   | ё | ж | з | і |   |   | ы | й | к | л | м | о | п | р | с | т | у |   | ў | ф | х | ц | ч | ш |   | ю | я | ь |   | э |

## Historie rusínské jazykovědy

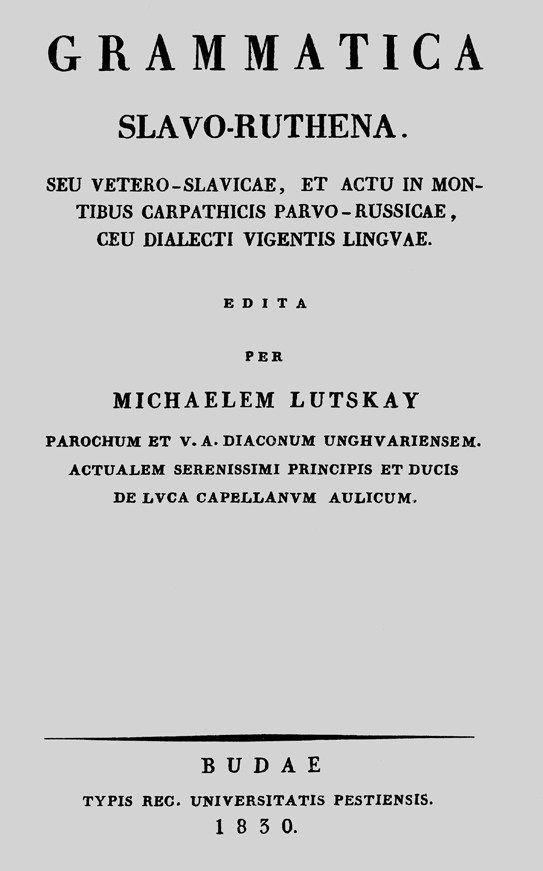
Titulní list knihy „Gramatika slavorutenská“ Michala Lučkaje

### Počátky
Mukačevský řeckokatolický biskup Jan Josef de Camellis (1641–1706) vydal v roce 1699 učebnici s názvem Букварь языка славеньска писанний чтенія оучитися хотящимъ полезное руковоженіе [Bukvar' jazyka slaveňska písanij čtenija oučytysja chotjaščym poľeznoje rukovoženije; Slabikář jazyka slovanského psaný chtějícím se čtení naučiti jako užitečná příručka].
První rusínskou gramatiku napsal řeckokatolický kněz, bazilián a filolog Arsenij Kocák (1737–1800). Řeckokatolický kněz Michal Lučkaj (1789–1843), žák Josefa Dobrovského a Jerneje Kopitara napsal rusínskou gramatiku s názvem Grammatica Slavo Ruthena: seu Vetero-Slavicae, actu in montibus Carpathicis Parvo-Russicae, seu dialecti vigentis linguae (byla vydána v Budíně v roce 1830).
Alexander Duchnovič vydal v roce 1847 rusínský slabikář Книжица читалная для начинающих [Knyžycja čytaľnaja dľa načynajuščych; Čítanka pro začátečníky].

### Po roce 1918
První moderní gramatika rusínštiny je Карпаторусский букварь [Karpatorusskij bukvar'] z roku 1931 a Буквар. Перша книжечка для народных школ [Bukvar. Perša knyžečka dlja narodnŷch škol] z roku 1935.
Gramatika Ivana Harajdy z roku 1941 je poslední tradiční gramatikou rusínského jazyka. Autorem byl Ivan Harajda, výkonný ředitel Podkarpatské společnosti nauk a předseda jazykové sekce společnosti. Je nejvydávanější v celé historii rusínského jazyka.
Словарь русинського языка (slovník rusínského jazyka) sestavil Jurij Čori (1935 – 2019) v roce 2002.

## Příklady[13]

### Číslovky
| Rusínsky | Ukrajinsky | R – transkripce | U – transkripce | Česky |
| єден     | один       | jeden           | odyn            | jeden |
| два      | два        | dva             | dva             | dva   |
| три      | три        | try             | try             | tři   |
| штири    | чотири     | štyry           | čotyry          | čtyři |
| пять     | п'ять      | pjať            | pjať            | pět   |
| шість    | шість      | šisť            | šisť            | šest  |
| сїм      | сім        | sjim            | sim             | sedm  |
| вісем    | вісім      | visem           | visim           | osm   |
| девять   | дев'ять    | devjať          | devjať          | devět |
| десять   | десять     | desjať          | desjať          | deset |

### Užitečné fráze
| Rusínsky            | Transkripce          | Česky                              |
| ------------------- | -------------------- | ---------------------------------- |
| Добрый день!        | Dobrŷj deň!          | Dobrý den!                         |
| Слава Ісусу Хрісту! | Slava Isusu Christu! | Pochválen buď (Pán) Ježíš Kristus! |
| Слава навікы Богу!  | Slava navikŷ Bohu!   | Sláva navěky Bohu! Navěky amen!    |
| Агой!               | Ahoj!                | Ahoj!                              |
| Май ся добрї!       | Maj sia dobri        | Měj se hezky!                      |
| Май ся!             | Maj sia!             | Měj se!                            |
| Як ся маєш?         | Jak sia maješ?       | Jak se máš?                        |
| Вшытко добре        | Všŷtko dobre!        | Všechno dobrý!                     |

### Ukázka textu
Rusínské dialekty se dělí na dvě velké skupiny - karpatské (Slovensko, Polsko, Rumunsko, a Ukrajina) a panonské (Maďarsko, Srbsko a Chorvatsko). Karpatské dialekty se velmi podobají ukrajinštině, panonské jsou nejvíc podobné šarišskému dialektu slovenštiny. Na Slovensku kodifikovaná lemkovsko-prešovská rusínština zaznamenala určitý slovenský vliv a má ve svém slovníku některá slovenská slova jako „slovenský“, „volič“, „spoločenský“ apod.
Pro srovnání je text uveden i ukrajinsky a rusky.
| panonská rusínština                               | Того року ше одбуло уж друге стретнуце габурчанох по походзеню, хторих у Валалским уряду, у Габури 8. юлия 2006. року, на родней груди привитал староста валалу М. Ющик. Щири слова, подзековносц, пиха и гордосц пре добри глас о своїм валалу, витаня длуго нєвидзеней родзини, здогадованя на давни часи, на Габуру, на родзину и традицию, мали свойо место нє лєм на стретнуцох родзини, алє и на цалей дводньовей културно-уметнїцкей и спортовей програми хтора ше одбувала под назву: «Габура шпива и шпортує»  |
| lemkovsko-prešovský d., kodifikovaný na Slovensku | Того року ся одбыла уж друга стріча габурскых родаків, котрых на Сельскім уряді в Габурі 8. юла 2006, на роднім ґрунті привитав староста села М. Ющік. Слова до душы, подякы і гордости за шыріня доброго хыру о своїм селі, витаня довго невидженых родаків, споминаня на давны часы, на Габуру, на родину і традіції мали свій простор нелем на стрічі родаків але і на цілій двадньовій културно-сполоченьскій і шпортовій акції, яка ся одбывала під назвом: «Габура співає і шпортує.»                             |
| lemkovsko-gorlický d., kodifikovaný v Polsku      | Того року одбыла ся уж друга стрича габурскых родаків, котрых на Сільському уряді в Габурі 8. липця 2006, на ридни земли привитав староста села М. Ющік. Щиры слова подякы і гордости за шыриня доброй славы свого села, витаня медже довго невидженыма родаками, спомин давных часив, Габури, родини і традициї были не лем на стричи родаків, але і на цілим дводньовим культурно–суспільним і спортовим сьвяті, яке ся одбыло під назвом «Габура співає і спортує».                                                  |
| ukrajinština                                      | Цього року відбулася друга зустріч габурських земляків, котрих на Сільському уряді в Габурі 8 липня 2006 року, на рідній землі привітав староста села М. Ющік. Слова до душі, подяки й гордості за поширення доброї слави про своє село, вітання довго не бачених земляків, спомин давніх часів, Габури, родини і традицій мали місце не лише на зустрічі земляків, але й на всій дводенній культурно-суспільній і спортивній акції, яка відбувалася під назвою: «Габура співає і спортує».                             |
| ruština                                           | В этом году состоялась вторая встреча габурских земляков, которых на Сельском совете в Габуре 8 июля 2006, на родной земле приветствовал староста села М. Ющик. Душевные слова, благодарность и гордость за распространение хорошей репутации села, приветствие земляков, которых давно не видели, воспоминания старых времён, семьи и традиций имели место не только на встрече земляков, но и на всей двухдневной культурно-общественной акции, которая состоялась под названием: «Габура поёт и занимается спортом». |
| čeština                                           | V letošním roce se uskutečnilo již druhé setkání gaburských krajanů. 8. července 2006 je na vesnické radě v Gaburu přivítal v rodném kraji starosta obce M. Juszczyk. Oduševnělá slova, poděkování a hrdost na šíření dobrého jména obce, pozdrav krajanů, které dlouho nikdo neviděl, vzpomínky na staré časy, rodinu a tradice se odehrávaly nejen na setkání krajanů, ale i na celé dvoudenní kulturně-společenské akci, která se konala pod názvem: „Gabura zpívá a sportuje“.                                      |

### Výsledné porovnání
Když porovnáme texty, vidíme, že:
- Panonská rusínština má málo společného s ukrajinštinou.
- V lemkovském dialektu zas vidíme slovenský vliv: slova „родак“, „хыр“, „невидженых“, „сполоченьскій“.
- Také je vidět, že rusínština má málo společného s ruštinou.

## Vzorový text

### Všeobecná deklarace lidských práv
| rusínština                   | Вшыткы люде ся родять як слободны і рівны в достойности і правах. Суть обдарованы розумом і сумлінём і мають робити в духу братства.                                       |
| transliterace                | Všytky ljudě sja roďat jak slobodny i rivny v dostojnosti i pravach. Sut obdarovany rozumom i sumlinjom i majut robiti v duchu bratstva.                                   |
| ukrajinština (transliterace) | Vsi ljudy narodžujuťsja vilnymy i rivnymy u svojij hidnosti ta pravach. Vony nadileni rozumom ta sumlinňam i povynni dijaty u vidnošenni odyn do odnoho v dusi braterstva. |
| ruština (transliterace)      | Vse ljudi roždajutsja svobodnymi i ravnymi v svojom dostoinstve i pravach. Oni naděleny razumom i sovesťju i dolžny postupať v otnošenii drug druga v duche bratstva.      |
| slovenština                  | Všetci ľudia sa rodia slobodní a rovní v dôstojnosti aj právach. Sú nadaní rozumom a svedomím a majú sa k sebe správať v duchu bratstva.                                   |
| česky                        | Všichni lidé se rodí svobodní a sobě rovní co do důstojnosti a práv. Jsou nadáni rozumem a svědomím a mají spolu jednat v duchu bratrství.                                 |